# Possession (película de 2009)
Possession es una película de suspenso estrenada en 2009. Protagonizada por Sarah Michelle Gellar, Lee Pace, Michael Landes y Chelah Horsdal, se trata de una nueva versión de la película coreana Jungdok (2002) dirigida por Young-hoon Park. Este remake fue dirigido por Joel Bergvall y Simon Sandquist.

## Argumento
La protagonista es una joven abogada llamada Jessica (Sarah Michelle Gellar) cuyo esposo y cuñado sufren un accidente automovilístico y caen en coma. Al poco tiempo, solamente su cuñado despierta y  la convence de que él es realmente su esposo en otro cuerpo; Jesicca acepta el hecho y retoma su vida de casada pero ahora con su cuñado. Cuando queda embarazada descubre hay algo siniestro detrás de los hechos.

## Reparto
| Actor                 | Papel        |
| --------------------- | ------------ |
| Sarah Michelle Gellar | Jess         |
| Lee Pace              | Roman        |
| Michael Landes        | Ryan         |
| Chelah Horsdal        | Miranda      |
| William B. Davis      | Hipnotizador |

## Producción
La producción de esta película se inició en 2007, su primera fecha de lanzamiento fue para febrero de 2008, luego para enero de 2009. Más tarde se informó que la película se liberararía en mayo de 2009. Finalmente se estrenó directamente en formato DVD en el mercado estadounidense.